# Vallebona
Vallebona (im Ligurischen: Valebòna) ist eine norditalienische Gemeinde mit 1210 Einwohnern (Stand 31. Dezember 2023) in der Region Ligurien. Sie liegt am Rande des Ballungsraums von Ventimiglia und gehört zu der Provinz Imperia.

## Geographie
Vallebona gehört zu der Comunità Montana Intemelia und ist circa 42 Kilometer von der Provinzhauptstadt Imperia entfernt.
Nach der italienischen Klassifizierung bezüglich seismischer Aktivität wurde die Gemeinde der Zone 3 zugeordnet. Das bedeutet, dass sich Vallebona in einer seismisch wenig aktiven Zone befindet.

## Klima
Die Gemeinde wird unter Klimakategorie D klassifiziert, da die Gradtagzahl einen Wert von 1572 besitzt. Das heißt, die in Italien gesetzlich geregelte Heizperiode liegt zwischen dem 1. November und dem 15. April für jeweils 12 Stunden pro Tag.

## Kulinarische Spezialitäten
In der Umgebung wird auch der einzig nennenswerte DOC-Rotwein Liguriens angebaut – der Rossese di Dolceacqua.

## Sehenswürdigkeiten
- Pfarrkirche San Lorenzo erbaut 13. Jahrhundert
- Oratorium Natività della Beata Vergine Maria erbaut im Barockstil von Architekt Andrea Notari aus Curio TI mit Stuckarbeiten 1781 des Stuckateurs Pietro Notari aus Curio im Innern.